# NGC 3763
NGC 3763 est une galaxie spirale intermédiaire de dimension moyenne et située dans la constellation de la Coupe. NGC 3763 a été découverte par l'astronome britannique Andrew Ainslie Common en 1887. Cette galaxie a aussi été observée par l'astronome américain Francis Leavenworth le 25 février 1887 et elle a été inscrite à l'Index Catalogue sous la cote IC 714.

## Caractéristiques
La classe de luminosité de NGC 3763 est III et elle présente une large raie HI.

### Distance
Sa vitesse par rapport au fond diffus cosmologique est de 6 244 ± 27 km/s, ce qui correspond à une distance de Hubble de 92,1 ± 6,5 Mpc (∼300 millions d'al).
À ce jour, une mesure non basée sur le décalage vers le rouge (redshift) donne une distance d'environ 58,400 Mpc (∼190 millions d'al). Cette valeur est loin à l'extérieur des valeurs de la distance de Hubble. Notons que c'est avec la valeur moyenne des mesures indépendantes, lorsqu'elles existent, que la base de données NASA/IPAC calcule le diamètre d'une galaxie.